# Maximino Romero de Lema
Maximino Romero de Lema (ur. 15 listopada 1911 w Santa Maria de Bayo, zm. 29 października 1996) – hiszpański duchowny rzymskokatolicki, biskup Ávili, sekretarz Kongregacji ds. Duchowieństwa.

## Biografia

### Młodość i prezbiteriat
Był dziewiątym i ostatnim dzieckiem zamożnej rodziny. W latach 1927–1932 studiował prawo na Uniwersytecie w Santiago de Compostela. Wstąpił wówczas do Krajowej Konfederacji Studentów Katolickich (Confederación Nacional de Estudiantes Católicos). Po ukończeniu studiów został przewodniczącym Diecezjalnego Zarządu Młodzieży Katolickiej w Santiago de Compostela. Był członkiem Narodowego Katolickiego Stowarzyszenia Propagandystów (Asociación Católica Nacional de Propagandistas). W 1933 przeniósł się do Madrytu, gdzie pracował na uniwersytecie. Wziął udział w wojnie domowej w Hiszpanii po stronie sił narodowych, osiągając stopień sierżanta artylerii.
W październiku 1939 Romero de Lema wstąpił do seminarium duchownego w Madrycie. W latach 1941–1942 odbył studia na Papieskim Uniwersytecie Gregoriańskim. 23 grudnia 1944 w Santiago de Compostela otrzymał święcenia prezbiteriatu. W 1947 został kierownikiem duchowym Colegio Mayor Hispanoamericano Nuestra Señora de Guadalupe. W latach 1949–1957 pracował w Rzymie przy hiszpańskich instytucjach kościelnych. Następnie powrócił od ojczyzny.

### Episkopat
15 czerwca 1964 papież Paweł VI mianował go biskupem pomocniczym madryckim oraz biskupem tytularnym hortańskim. 19 lipca 1964 przyjął sakrę biskupią z rąk nuncjusza apostolskiego w Hiszpanii abpa Antonio Riberiego. Współkonsekratorami byli arcybiskup madrycki Casimiro Morcillo González oraz biskup pomocniczy Santiago de Compostela Miguel Nóvoa Fuente. Zajmował się apostolstwem uniwersyteckim.
Jako ojciec soborowy wziął udział w trzeciej i czwartej sesji soboru watykańskiego II.
19 października 1968 ten sam papież mianował go biskupem Ávili. 21 marca 1973 Paweł VI powierzył mu urząd sekretarza Kongregacji ds. Duchowieństwa oraz arcybiskupa tytularnego aemońskiego (novigradzkiego). Równocześnie pełnił funkcję sekretarza Komisji Kardynałów ds. Sanktuariów Papieskich w Pompejach, Loreto i Bari.
18 grudnia 1986 w związku z osiągnięciem wieku emerytalnego abp Romero de Lema przeszedł na emeryturę. Pod koniec życia związał się z Neokatechumenatem. Był kierownikiem duchowym neokatechumenalnego seminarium Redemptoris Mater w Rzymie. Zmarł 29 października 1996 na pokładzie samolotu rejsu z Rzymu do Barcelony.